# Triptyque de l'Annonciation (Braccesco)
Pour les articles homonymes, voir Triptyque de l'Annonciation.
Le Triptyque de l'Annonciation  est une œuvre attribuée au peintre d'origine milanaise Carlo Braccesco et datée de la fin XVe siècle (1490-1500). Il figure depuis 1811 dans les collections du musée du Louvre.

## Histoire
Ce triptyque réalisé dans les années 1490 provient d'un oratoire non identifié de la famille Fregoso à Gênes, mais initialement cet ensemble devait être complété par d'autres éléments (prédelle, panneaux supérieurs). 
Les trois panneaux composant le triptyque actuel sont acquis en 1811 par le fondateur du musée Napoléon (partie du musée du Louvre), Dominique Vivant Denon, et sont aujourd'hui exposés dans la salle 710 de la Grande Galerie. 

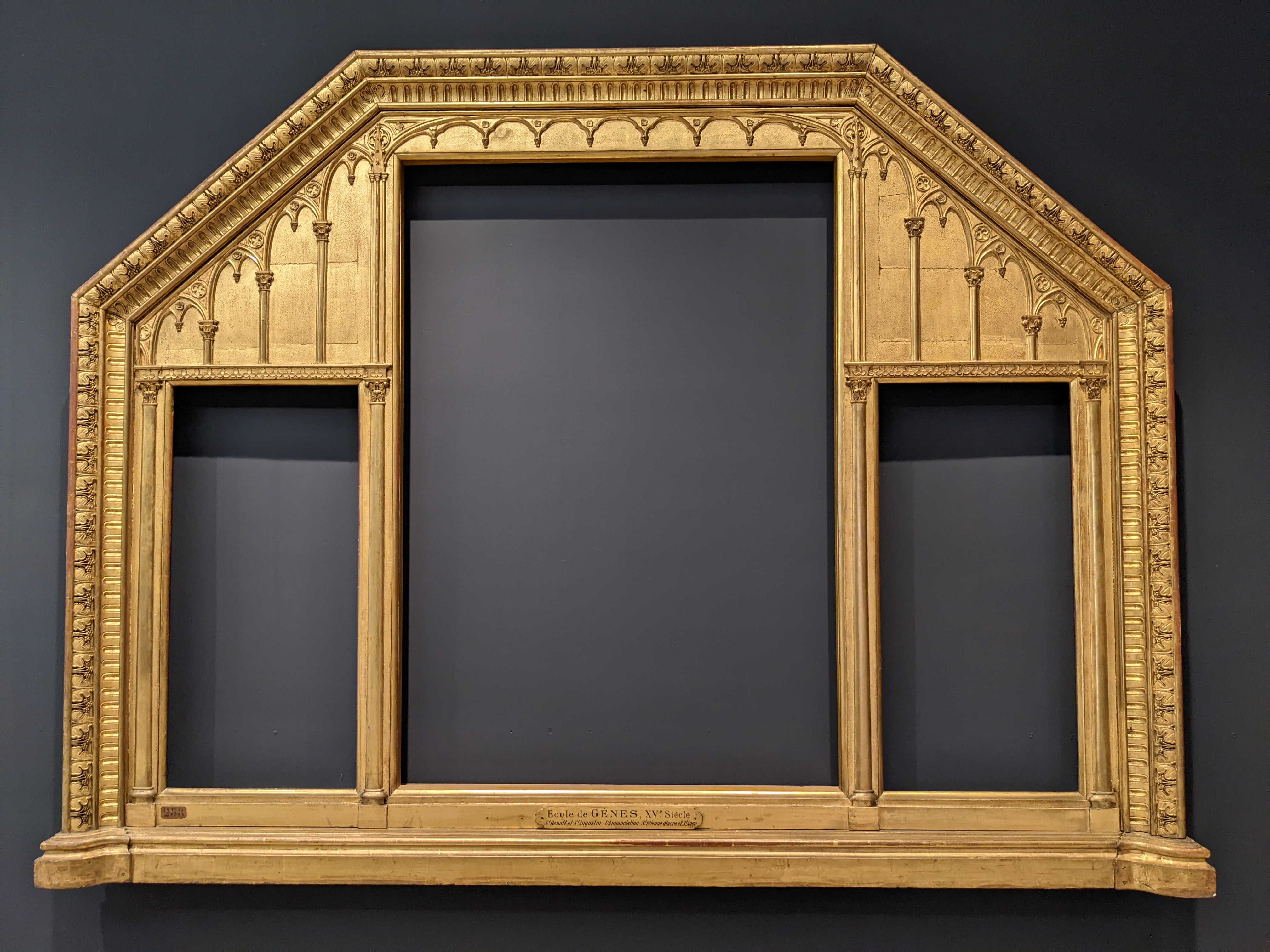
Ancien cadre du triptyque de l'Annonciation (1811-1814)

Le triptyque de l'Annonciation a d'abord été attribué à Juste d'Allemagne ou Giusto di Alemagna, qui est peut-être Juste de Gand ; c’est toujours le cas dans le catalogue de Frédéric Villot en 1853. Mary Logan, future Mary Berenson, remet en cause cette attribution et y voit plutôt une œuvre du peintre ligurien Ludovico Brea. Plus récemment, l'historien d'art italien, Roberto Longhi, attribue la paternité de cette œuvre au peintre d'origine milanaise, Carlo Braccesco, actif en Ligurie dans le dernier quart du XVe siècle, et cet avis est partagé par d'autres historiens comme les conservateurs du Louvre. Toutefois cette attribution ne fait pas encore de nos jours l'unanimité.
Lors de son acquisition, Denon a fait placer les trois tableaux dans un cadre de style néo-gothique spécialement réalisé. Son encadrement actuel, de type Renaissance, a été commandé par le conservateur Germain Bazin dans les années 1950 ; le cadre du panneau central est ancien mais les cadres des deux panneaux latéraux sont des imitations modernes.

## Description

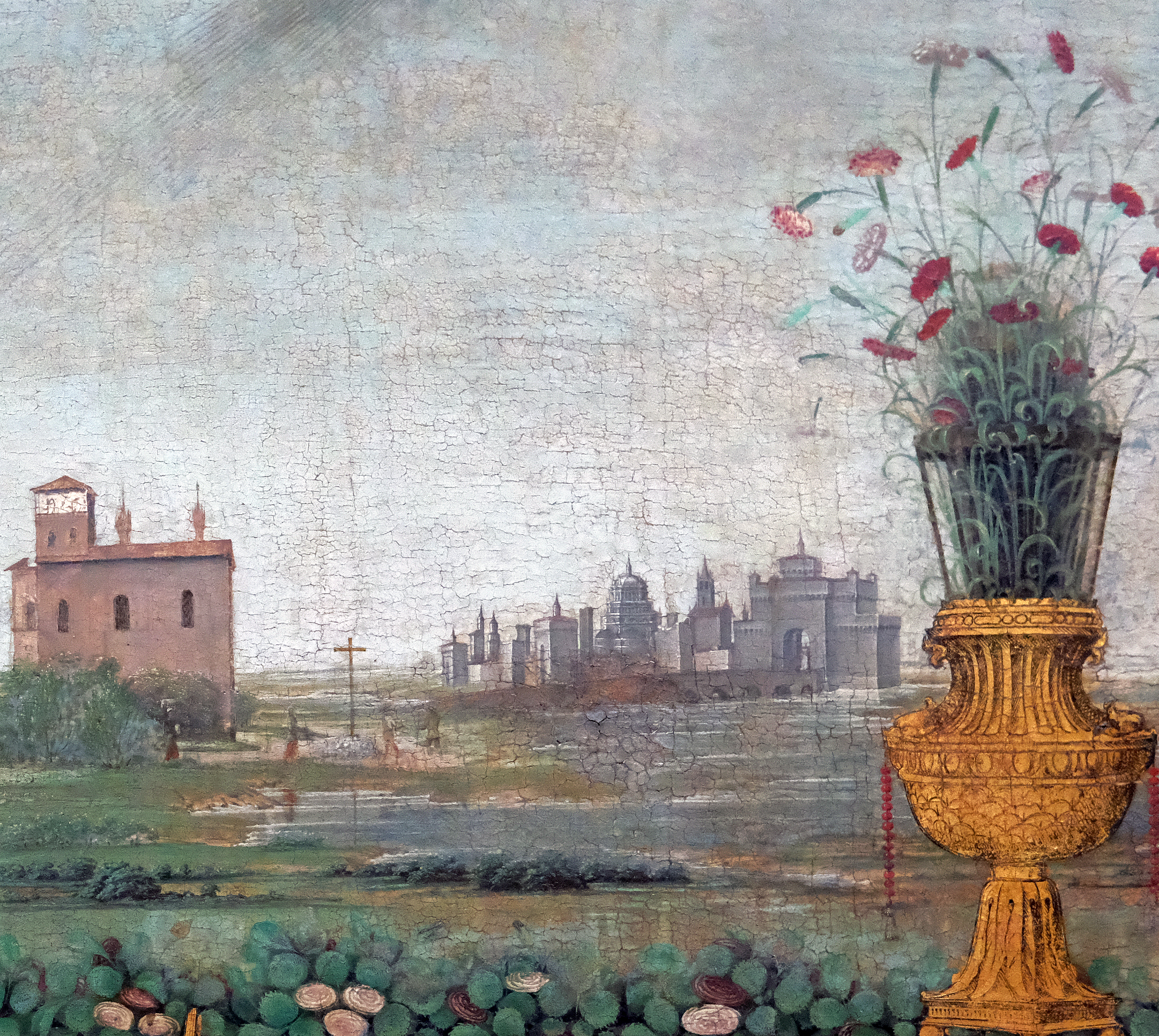
Détail du panneau central représentant la ville de Nazareth.

Ce triptyque est composé d'une partie centrale entourée de deux panneaux latéraux de taille plus modeste. Le panneau central représente une Annonciation, avec en arrière plan la ville de Nazareth, et les panneaux latéraux respectivement Saint Benoît avec Saint Augustin et  Saint Étienne avec Saint Ange le carme. Des recherches récentes proposent toutefois que le panneau de gauche représente non pas saint Augustin, mais Albert de Jérusalem.

## Analyse
Selon Mary Logan, « Ce triptyque ne révèle pas une grande maîtrise de forme,  non plus qu'une profonde connaissance de l'anatomie, de la lumière ou de l'ombre ; il ne provoque ni l'admiration pour le génie de l'auteur, ni la curiosité de connaître la personnalité intime de cet artiste ; mais il caresse et rafraîchit le regard par le charme tranquille de son coloris doux et argenté, par l'équilibre et l'aisance de sa composition, et par l'évocation des jolis lointains du paysage. ».
Le tableau montre la surprise, voire l'effroi de Marie au moment où arrive l'ange Gabriel, ce qui constitue l'un des moments souvent retenus dans les représentations de l'Annonciation. L'ange arrive par la droite, alors que l'inverse est plus courant. Daniel Arasse note que le lieu retenu, une sorte de terrasse, est lui aussi inhabituel ; le peintre oppose selon lui cet espace régulier et proportionnel, résultant de l'utilisation de la perspective linéaire, à l'irrégularité de la nature qui figure en arrière-plan.